# Procédure d'adhésion de Malte à l'Union européenne
La procédure d’adhésion de Malte à l'Union européenne est le processus qui a permis à Malte de rejoindre l'Union européenne le 1er mai 2004. L'Union européenne s'est ainsi élargie à 25 États (Malte étant entré en même temps que 9 autres États).

## Historique

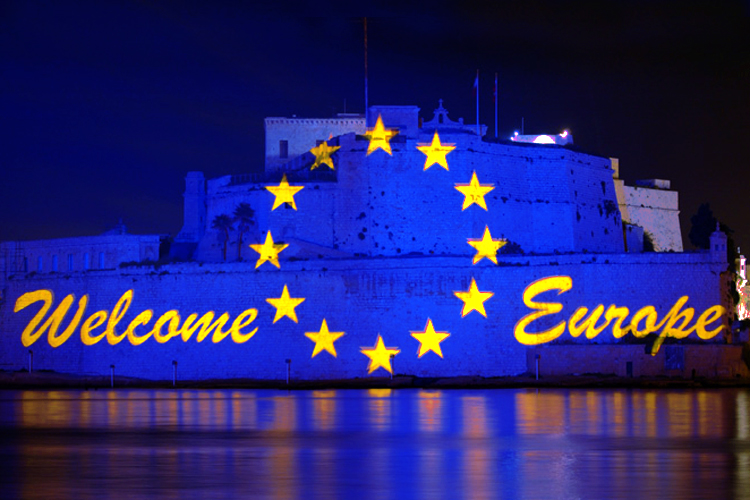
Spectacle du 30 avril 2004 pour l'entrée de Malte dans l'UE.

### Situation initiale
Dès le 5 décembre 1970, un accord d'association a été signé entre Malte et la Communauté européenne. Celui-ci est entré en vigueur le 1er avril 1971. L'accord prévoyait la mise en place en deux temps d'une union douanière. La première étape (de cinq ans) consistait à lever les obstacles aux échanges, la seconde (de cinq ans elle aussi) consistait à parfaire l'union douanière par la mise en place d'un tarif douanier commun.
Cette dernière étape n'a pas pu être mise en pratique du fait de l'arrivée des travaillistes au pouvoir en juin 1971. Le retour des nationalistes en 1987 n'a pas permis la reprise du processus, ces derniers préférant, après cette période, la pleine adhésion à la Communauté.

### Dépôt de la candidature
Le 16 juillet 1990, Guido de Marco, membre du parti nationaliste alors au pouvoir, a adressé à Gianni De Michelis, alors ministre italien des Affaires étrangères et président en exercice du Conseil des Communautés européennes, la candidature officielle de Malte à la CEE.

« Au nom du gouvernement de la République de Malte, j’ai l’honneur de présenter la demande de Malte visant à devenir membre de la Communauté économique européenne, conformément aux dispositions de l’article 237 du traité instituant ladite Communauté. »

— Guido de Marco, demande officielle d'adhésion de Malte à l'Union européenne
En juin 1993, la Commission européenne rend un avis positif à la demande d'adhésion de Malte, exprimant cependant des réserves sur la reprise de l'acquis communautaire. À la suite de ces réserves, le gouvernement programme des réformes monétaires, fiscales et douanières et finalement, en 1995, le Conseil décida l'ouverture des négociations.

### Négociations
Le Conseil de l'Union européenne a réexaminé la question de l'adhésion de Malte le 6 mars 1995 et a décidé le 10 avril de la même année que les négociations pouvaient commencer.
Le huitième Conseil d'association Communauté européenne-Malte, le 12 juin 1995, a décidé la mise en place d'un dialogue organisé entre les deux parties qui commençaient notamment par la participation au sommet de Cannes des Premier ministre et ministre des Affaires étrangères maltais, ainsi que l'organisation de rencontres au niveau ministériel. Le 12 juillet 1995, le Parlement européen a adopté une résolution sur l'adhésion de Malte à l'Union.

#### Gel de la candidature
Ce sont les nationalistes qui proposèrent l'adhésion de Malte à l'Union et ceux-ci, afin de se rapprocher des critères requis pour l'adhésion à l'Union, introduisirent, parmi les réformes, la TVA. Le coût de la vie s'en trouvant affecté les votes des mécontents se sont reportés, lors des élections législatives d'octobre 1996, sur les travaillistes.
Le premier acte du nouveau Premier ministre Alfred Sant fut le gel de la candidature maltaise en utilisant l'argument – commun à ceux qui se sont opposés à l'entrée dans l'UE – que l'île, peu peuplée et d'une faible superficie, allait se « diluer » dans l'Europe. Cependant, les travaillistes proposaient un partenariat intermédiaire entre l'adhésion pleine et la simple association. Cependant le président de la Commission Romano Prodi déclara que « si Malte adhère, elle deviendra un membre à part entière de l'Union européenne, mais elle ne saurait être à la fois dehors et dedans. Il ne saurait y avoir d'exception maltaise. Refuser l'adhésion renverrait l'île dans le cercle « des amis ». »

#### Réactivation de la candidature
Cependant, du fait d'une faible majorité (une voix) et des désaccords internes à celle-ci, des élections anticipées furent provoquées le 5 septembre 1998. Celles-ci ramenèrent au pouvoir les nationalistes, avec à leur tête Edward Fenech Adami, qui relança aussitôt le processus d'adhésion. Le 8 octobre 1998, le Parlement européen a demandé, dans une résolution, au Conseil et à la Commission de soutenir l'adhésion rapide du pays.
La réouverture des négociations eut lieu lors du Conseil européen d'Helsinki de décembre 1999 après que la Commission eut estimé que Malte respectait les critères de Copenhague.

### Référendum
Le 8 mars 2003 s'est tenu un référendum sur l'adhésion de Malte. Les résultats, qui présentaient un taux de participation de 91 %, montraient que le « oui » l'emportait avec 53,65 % des voix contre 46 % de « non »,. Le journal Malta Independent indiqua que « le camp du oui l'a emporté au référendum par la plus forte majorité jamais constatée dans l'histoire politique maltaise, qu'il s'agisse de référendums ou d'élections législatives »,.
Cependant, le référendum n'a pas, d'après la Constitution maltaise, de force contraignante et ne constitue qu'un avis consultatif. Le soir de l'annonce des résultats, le parti travailliste déclara qu'il ne se considérait pas lié par les résultats du référendum car le taux d'abstention et le nombre de votants en faveur de l'adhésion ramenait le pourcentage de personnes en faveur du « oui » à près de 48 %. Inversement, les travaillistes considéraient que les personnes qui se sont abstenues de voter devaient être considérées comme des votes contre l'adhésion et le « non » disposerait donc d'une « majorité silencieuse ». Le commissaire à l'élargissement Günter Verheugen déclara ne pas comprendre cette attitude.

### Élections générales anticipées et ratification du traité d'adhésion
Le parti travailliste promettant de retirer la candidature maltaise s'il était réélu en janvier 2004, alors que le traité d'adhésion devait être signé à Athènes en avril 2003, décida le gouvernement d'Edward Fenech Adami à organiser des élections générales anticipées afin d'éviter d'aggraver le malaise politique de l'île. La date retenue pour la tenue des élections fut le 12 avril 2003.
La veille des élections générales maltaises du 12 avril 2003, Alfred Sant déclara que s'il gagnait les élections, il ne signerait pas le traité d'adhésion mais réfléchirait à une autre forme de partenariat avec l'Union. Cependant, le jour des élections, le parti nationaliste obtint 51 % des voix et le parti travailliste 47 %, avec un taux de participation de 96 %.
Le traité d'adhésion fut signé le 16 avril 2003 et le 14 juillet de la même année, le Parlement maltais ratifia le traité d'adhésion à l'UE par 34 voix contre 25.

### Chronologie
| Date             | Évènement |
| ---------------- | --- |
| 5 décembre 1970  | Signature d'un accord d'association entre Malte et la Communauté européenne.                                               |
| 1er avril 1971   | Entrée en vigueur de l'accord d'association.                                                                               |
| juin 1971        | Arrivée au pouvoir des travaillistes.                                                                                      |
| 1987             | Arrivée au pouvoir des nationalistes.                                                                                      |
| 16 juillet 1990  | Dépôt officielle de la candidature de Malte par les nationalistes.                                                         |
| octobre 1996     | Réélection des travaillistes et gel, par le nouveau Premier ministre Alfred Sant, de la candidature.                       |
| 5 septembre 1998 | Organisations d'élections anticipées qui voient le retour des nationalistes au pouvoir, lesquels relancent la candidature. |
| décembre 1999    | Le Conseil européen d'Helsinki rouvre officiellement les négociations avec Malte.                                          |
| 13 décembre 2002 | Conclusion des négociations d'adhésion lors du sommet de Copenhague.                                                       |
| 8 mars 2003      | Référendum sur l'adhésion : 53,65 % de « oui », 46 % de « non » avec un taux de participation de 91 %.                     |
| 12 avril 2003    | Élections législatives anticipées.                                                                                         |
| 16 avril 2003    | Signature du traité d'adhésion à Athènes.                                                                                  |
| 14 juillet 2003  | Ratification du traité d'adhésion par le Parlement maltais.                                                                |

## Détail du processus de négociations
Le pays fait partie du groupe d'Helsinki, par conséquent, les négociations ont commencé le 15 février 2000 et se sont clôturées définitivement lors du Conseil européen des 12 et 13 décembre 2002 pour les dix pays de l'élargissement de 2004,.
| Chapitres de l'acquis                                               | Évaluation initiale de la Commission | Ouverture du chapitre | Clôture du chapitre, |
| ------------------------------------------------------------------- | ------------------------------------ | --------------------- | -------------------- |
| 1. Libre circulation des biens                                      | –                                    | mai 2001              | mai 2001             |
| 2. Libre circulation des personnes                                  | –                                    | juin 2001             | juin 2001            |
| 3. Libre prestation de services                                     | –                                    | janvier 2001          | mai 2001             |
| 4. Libre circulation des capitaux                                   | –                                    | automne 2000          | décembre 2001        |
| 5. Droit des sociétés                                               | –                                    | septembre 2000        | novembre 2000        |
| 6. Politique de la concurrence                                      | –                                    | novembre 2000         | octobre 2002         |
| 7. Agriculture                                                      | –                                    | décembre 2001         | décembre 2002        |
| 8. Pêche                                                            | –                                    | octobre 2000          | juin 2002            |
| 9. Politique des transports                                         | –                                    | mars 2001             | octobre 2001         |
| 10. Fiscalité                                                       | –                                    | juin 2001             | décembre 2002        |
| 11. Union économique et monétaire                                   | –                                    | 2e semestre 2000      | fin 2000             |
| 12. Statistiques                                                    | –                                    | octobre 2000          | décembre 2000        |
| 13. Politique sociale et emploi                                     | –                                    | novembre 2001         | novembre 2001        |
| 14. Énergie                                                         | –                                    | 1er semestre 2001     | 1er semestre 2001    |
| 15. Politique industrielle                                          | –                                    | 1er semestre 2000     | 1er semestre 2000    |
| 16. Petites et moyennes entreprises                                 | –                                    | mai 2000              | mai 2000             |
| 17. Science et recherche                                            | –                                    | 1er semestre 2000     | mai 2000             |
| 18. Éducation et formation                                          | –                                    | 1er semestre 2000     | mai 2000             |
| 19. Télécommunications et technologies de l'information             | –                                    | mai 2000              | mai 2000             |
| 20. Culture et politique audiovisuelle                              | –                                    | mai 2000              | octobre 2000         |
| 21. Politique régionale et coordination des instruments structurels | –                                    | mars 2001             | juillet 2002         |
| 22. Environnement                                                   | –                                    | juin 2001             | octobre 2002         |
| 23. Consommateurs et protection de la santé                         | –                                    | octobre 2000          | octobre 2000         |
| 24. Justice et affaires intérieures                                 | –                                    | juin 2001             | mars 2002            |
| 25. Union douanière                                                 | –                                    | mai 2001              | 2e semestre 2002     |
| 26. Relations extérieures                                           | –                                    | 1er semestre 2000     | 1er semestre 2000    |
| 27. Politique étrangère et de sécurité commune (PESC)               | –                                    | 1er semestre 2000     | 1er semestre 2000    |
| 28. Contrôle financier                                              | –                                    | 1er semestre 2001     | 1er semestre 2001    |
| 29. Dispositions financières et budgétaires                         | –                                    | 1er semestre 2001     | décembre 2002        |
| 30. Institutions                                                    | –                                    | 1er semestre 2002     | décembre 2002        |
| 31. Autres                                                          | –                                    | –                     | –                    |
| Progression                                                         |                                      | 30 sur 30             | 30 sur 30            |

## Questions liées à l'adhésion maltaise

### Agriculture
L'agriculture représente 2,3 % du PIB et représente 1,8 % des actifs. Celle-ci se maintient par l'existence d'un système de droits de douane. La Commission estime qu'un retard existe en matière de normes vétérinaires et phytosanitaires ainsi qu'en matière de sécurité alimentaire. Enfin, elle considère que la plupart des services administratifs nécessaires à la mise en place de la PAC sont absents.

### Économie
De 1986 à 1996, l'économie s'est développée à une moyenne de 5 % par an. Cependant elle reste marquée par l'insularité du pays. La plupart des biens de consommation sont donc importées et les productions locales ne survivent donc que par l'existence de droits de douane.

#### TVA
La TVA était un point problématique de l'adhésion maltaise. En effet l'existence de cet impôt est nécessaire pour l'entrée dans l'UE.
L'introduction de la TVA en 1996 entraîna une augmentation du mécontentement populaire et la défaite des nationalistes aux élections générales.
Cependant, le gouvernement maltais demandait à appliquer une TVA à taux zéro sur un certain nombre de produits de première nécessité tels les denrées alimentaires, les produits pharmaceutiques, l'habillage, etc La position de la Commission n'était pas en accord. Malte invoquait cependant l'existence d'une TVA à taux zéro pour le Royaume-Uni et l'Irlande.
En compensation, les autorités maltaises ont souhaité d'une part mettre en place des droits de douane visant à protéger l'agriculture, et d'autre part à réserver une zone de pêches exclusives de 25 milles au large pour les pêcheurs locaux.

### Cas de Gozo
Malte avait demandé que Gozo, au nord-ouest de l'île principale, soit considérée comme une région distincte, ce qui fut rejeté par la Commission car l'île ne constituait pas, en droit maltais, une entité administrative et territoriale autonome telle que perçu par la Commission. Cependant, l'île obtint un statut dérogatoire du fait du décalage entre le niveau de vie de ses habitants et de l'île principale. En effet, la déclaration 36 annexée au traité d'adhésion reconnait à l'île des « handicaps structurels permanents ». L'île n'en obtient pas pour autant le statut de région ultrapériphérique.

### Sécurité maritime
L'UE, grâce à l'adhésion de Malte et de Chypre, devait atteindre le premier rang mondial en matière de marine marchande. La flotte battant pavillon maltais représentait environ 43,5 millions de tonnes de port en lourd bien que ce chiffre ne représente pas le volume réel de l'activité portuaire.
Cependant, l'ensemble de la flotte battant pavillon maltais est aussi sujette à de nombreuses avaries (ex. l'Erika). Marc Bonnello, président de l'Autorité maritime maltaise, a déclaré dans un article du journal Le Monde que la flotte maltaise subissait, en 2003, un « ménage » visant à retirer le pavillon maltais aux bateaux ne se pliant pas aux normes,.

### Dérogations diverses

#### Investissements immobiliers
Du fait de sa petite taille et de la vocation touristique de Malte, une dérogation a été accordée à Malte qui a la possibilité d'interdire aux citoyens de l'Union non résidents sur l'île d'y acquérir une résidence secondaire.

#### Emploi
Enfin, Malte a obtenu une protection de son marché de l'emploi des travailleurs de l'Union pendant sept ans, les citoyens maltais ont cependant la possibilité de circuler librement dès l'adhésion.

## Sondage d'opinion

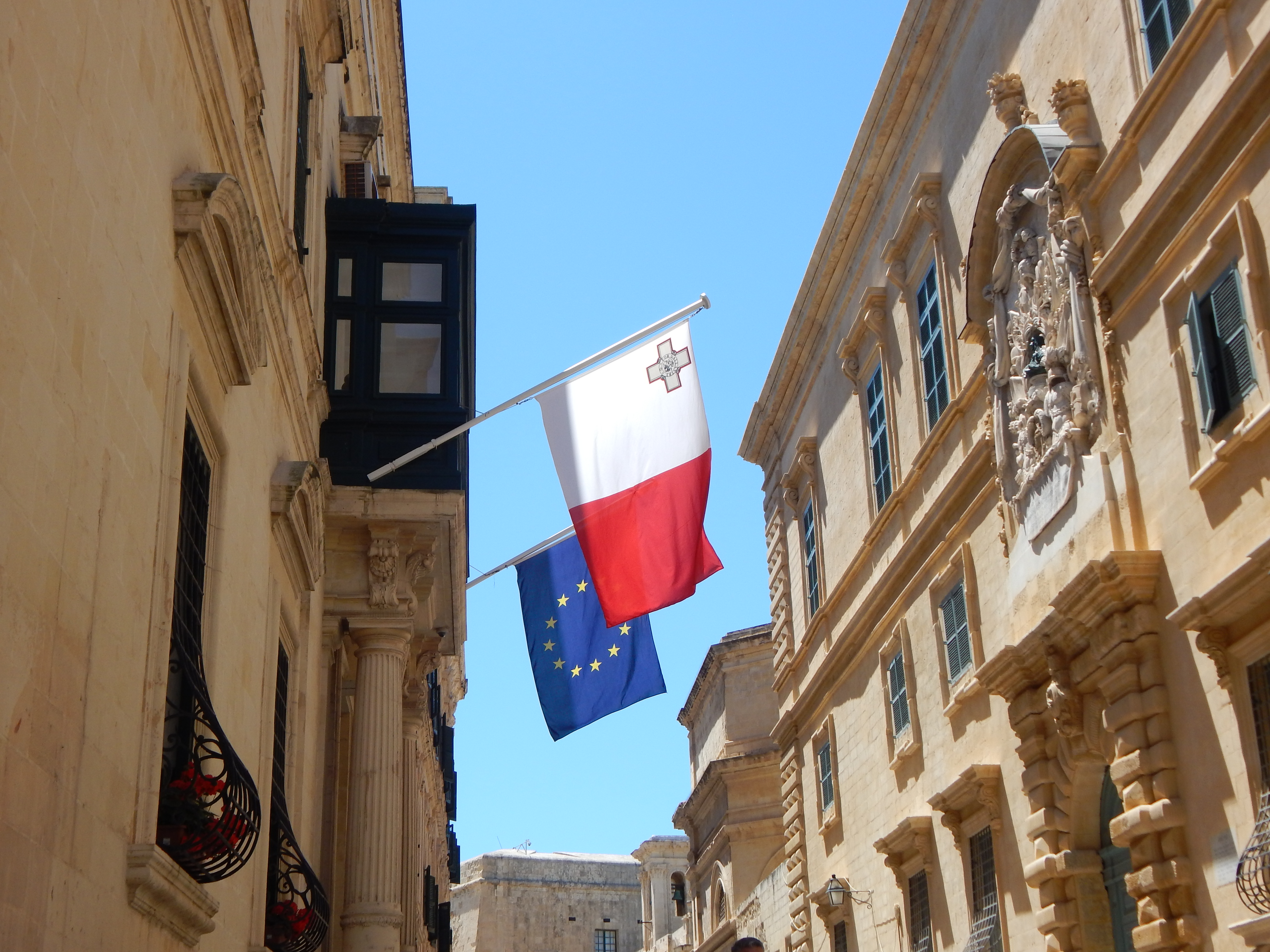
Drapeaux de l'UE et de Malte sur l'une des façades du palais présidentiel à La Valette.

### À Malte
Le parti travailliste a voté en janvier 2001 une mention selon laquelle Malte devait être la Suisse de la mer Méditerranée. Le parti estime qu'il est possible d'effectuer un rapprochement avec l'Union sans pour autant y adhérer. L'Union générale des travailleurs (syndicat maltais) a pris position contre l'adhésion après être resté neutre pendant longtemps. Cette décision repose sur un rapport d'experts qui a mesuré l'impact probable de l'adhésion sur les secteurs.
En ce qui concerne l'opinion publique maltaise, celle-ci est influencée par la presse anglaise.